# Cavour (Italia)
Cavour (AFI: /kaˈvur/; Cavor in piemontese, pron. /kaˈʋʊr/) è un comune italiano di 5 385 abitanti della città metropolitana di Torino in Piemonte.

## Geografia fisica
Cavour (300 m s.l.m.) è situata in una zona pianeggiante tra la Val Pellice e la Val Chisone, non lontana dalla sorgente del fiume Po, e si trova proprio sul confine tra la città metropolitana di Torino e la provincia di Cuneo.
La sua caratteristica principale è quella di essere ai piedi di una singolare conformazione rocciosa che si eleva per soli 162 metri sulla pianura circostante, la Rocca, tutelata come Riserva Naturale Speciale per le sue caratteristiche archeologiche, storiche e naturalistiche e sulla cui vetta si gode un incomparabile panorama. La rocca è considerata dai geologi un inselberg, ovvero un rilievo roccioso isolato circondato da depositi sedimentari più recenti.
Di vocazione prevalentemente agricola, vanta una tradizione gastronomica che si è già distinta negli anni cinquanta con i famosi "pranzi dei grassoni" e che oggi si è affinata con accostamenti di altre tipicità locali come le locali mele, le carni DOC, i salumi, grazie anche ai numerosi ristoranti ed alle aziende agrituristiche presenti sul territorio.
Giovanni Peyron diceva: «[...] alla Rocca di Cavour nell'età preistorica deve essere stato riconosciuto un privilegio di centralità ed un particolare carattere sacro per le sue particolarità: un monte isolato, una sorgente di acqua. Il monte è sempre stato, nei periodi preistorici, oggetto di culto particolare perché rappresentava una forza della natura interpretata come divinità. La stessa probabile denominazione antica del luogo, Kab-UR, era stata creata dai primitivi che volevano far sapere ai loro simili, secondo la toponomastica antica, che in quel posto vi era "un'altura" capace di essere "abitazione" e una "presenza di acqua sorgente"».

## Origini del nome
Chiamato in passato Caburrum o Cavurrum, dal latino Forum Vibii Caburrum, per via del castrum Forum Vibii costruito dagli antichi Romani del I secolo a.C. su un precedente insediamento ligure Caburrum; il toponimo deriverebbe dal poleonimo-etnonimo celto-ligure Caburriates, piccola tribù ligure del luogo.

## Storia

### La preistoria
Con l'esaurimento dell'ultima glaciazione (10 000-7 000 a.C.) all'interno del sistema alpino si costituiscono le condizioni indispensabili alla vita umana. I nostri progenitori si insediano all'aperto e in ripari naturali più confortevoli, preferibilmente su alture dominanti come la Rocca di Cavour.
Tito Livio (66 a.C.-17 d.C.) nella sua Historiae ab Urbe condita libri colloca i Caburriates fra le popolazioni celtiche o celtico-liguri piemontesi sottomesse dai romani nel 179 a.C., ma questo è un avvenimento che non esclude un anteriore lungo processo storico iniziato quasi sicuramente ad opera dei Liguri alcuni millenni prima. I Celti infatti usavano tracciati di itinerari esistiti "da sempre".
Secondo Plinio il Vecchio (23-79 d.C.), i Liguri Vagienni erano stanziati nei territori del Monviso e nella piana del Po. Nella Naturalis historia ci parla dell'oppidum Vibi forum, collocandone il sito nella zona del forovibiensium agro.
I Celti Caburriates, successori delle primitive tribù liguri, li troviamo citati nei Commentarii bellici di Gaio Giulio Cesare (100-44 a.C.). Egli, infatti, narra delle gesta di due giovani di grande valore e abilità, figli di Caio Valerio Caburo, ottimate gallico (principe) che aveva ottenuto la cittadinanza romana in Gallia Cisalpina.

### Epoca romana
La romanizzazione del territorio di Caburrum è fatta risalire alla fine dell'età cesariana, quando l'oppidum viene trasformato nel municipium romano denominato Forum Vibii o, come ritengono alcuni studiosi, il secondo fu affiancato al primo diventando parte della Transpadana nella Regio XI con il nome di Forum Vibii-Caburrum (44-45 a.C.).

Numerose scoperte archeologiche nel territorio di Cavour testimoniano questo importante periodo storico: tombe a inumazione e incinerazione, necropoli con arredi funebri, vasellame, tratti di acquedotto, fondamenta di siti abitativi, frammenti di ceramica e laterizio, lapidi ascritte.

Forum Vibii-Caburrum, l'importante centro mercato affidato dal fondatore Gaio Vibio Pansa alla tribù Stellatina, conoscerà il suo massimo splendore nell'epoca Augustea (I sec. a.C. e d.C.), dopodiché seguirà gradatamente la decadenza di tutto l'Impero.

### Medioevo
Nel 568 giungono nell'Italia settentrionale i Longobardi, cui faranno seguito i Franchi ed infine, nel X secolo, i Saraceni.
Anche Cavour subisce un susseguirsi di distruzioni e di ricostruzioni che troviamo documentate soprattutto nelle strutture dell'abbazia di Santa Maria, costruita nel 1037 su antiche preesistenze benedettine.
Insieme con l'avvento del Monachesimo, incomincia anche la ripartizione fra i Savoia delle antiche contee carolinge "al di qua" e "al di là" dei monti. Cavour, pur essendo situata in aperta campagna, era una località tutt'altro che insignificante; inoltre, per la posizione di confine fra il Pinerolese ed il Saluzzese, diventa oggetto di contesa permanente fra i Savoia-Acaja e il Marchesato di Saluzzo.
Sotto gli Acaja, nel XIV secolo, Cavour conosce un periodo di prosperità. Viene istituita la Società popolare per la difesa della terra e la punizione dei malfattori, permettendo all'elemento democratico di prendere parte al governo del Comune quando grande era l'assolutismo e la potenza aristocratica. Viene anche creato il primo prototipo di ospedale (1351).
Potenziata la rete irrigua realizzata nell'XI secolo dai monaci dell'Abbazia, viene costruita anche la via rialzata per Villafranca, prezioso allacciamento con il Po, allora grande via di commercio.

All'inizio del Quattrocento, il Borgo medievale era cinto da mura con due castelli sulla Rocca che ospitavano 250 nuclei famigliari. 
Con l'estinzione del ramo Acaja (1418), il borgo di Cavour viene infeudato dai Savoia a Ludovico di Racconigi, figlio naturale di Ludovico, ultimo Principe D'Acaja.
Nei due secoli di governo dei Signori di Racconigi, a Cavour si sviluppa la vocazione mercatale.

Si registra un arricchimento architettonico sia in paese che in periferia dove vengono edificate anche diverse cappelle. Vengono inoltre riadattate tutte le fortificazioni con l'intento di costituire un baluardo di difesa contro i francesi, con i quali, a causa delle diverse correnti religiose, si vanno rompendo le alleanze.
Nel 1561, nella Casa-forte degli Acaja-Racconigi, viene firmata la cosiddetta Pace di Cavour, primo esempio di tolleranza religiosa fra i Savoia e i Valdesi.
Nel 1592 il Lesdiguieres, dopo un lungo assedio, conquista Cavour e la Rocca: soltanto dopo tre anni, nel 1595, il duca Carlo Emanuele I riuscirà con grande strategia a riportarli ai Savoia. Per ricordare quel fatto glorioso fu posta sulla Rocca la grande croce che la tradizione ha fatto giungere fino ai giorni nostri.

### Dai Benso in poi

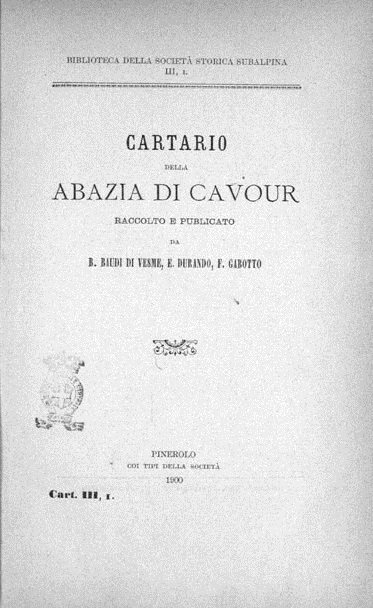
Benedetto Baudi di Vesme et al., Cartario della abazia di Cavour, 1900

Alla morte di Vittorio Amedeo I, Cavour si trova coinvolta nelle lotte interne di Casa Savoia per la reggenza.
Cavour viene rivendicata dalla Francia, e ancora una volta il forte viene distrutto e successivamente ricostruito.
Nel 1649 avviene la prima infeudazione ai Benso di Santena Ponticelli, che d'ora in poi si chiameranno "I Cavour", da cui discenderà il celebre Conte Camillo Benso, conte di Cavour.

Nel 1685 nuove minacce arrivano dalla Francia: Luigi XIV rompe l'alleanza con Vittorio Amedeo II, reo di lasciare insediare "al di qua dei monti" i suoi sudditi protestanti che, dopo la revoca dell'Editto di Nantes, fuggono verso le Valli valdesi ricevendo ospitalità. Le soldatesche del generale Nicolas de Catinat avanzano inesorabili portando morte e distruzione anche a Cavour (Eccidio del 1690).
Cavour rimane luogo quasi deserto con le fortificazioni che non verranno mai più ricostruite, la popolazione decimata ed inoltre raccolti distrutti e clima insalubre provocati dallo straripamento del torrente Pellice.
Ancora una volta però inizia un lento risorgere dalle rovine: una colonia di monregalesi viene a stanziarsi nel cavourese, si amplia l'ospedale, si costruisce il ponte sul Rio Marone e, per favorire ulteriormente la popolazione, viene adattata a Chiesa parrocchiale la cosiddetta Cappella della Concezione, ai piedi della Rocca, in sostituzione dell'antica Parrocchiale di S. Lorenzo extra-muros ormai pericolante.
L'abitato di Cavour, definito a Nord e ad Ovest da canali di acque che influiscono fortemente sulla morfologia urbana e sul favorevole sviluppo dell'economia locale, con il dominio napoleonico conosce un altro periodo di decadenza: vengono soppressi gli ordini religiosi, l'Ufficio di Registratura viene trasferito a Villafranca e la diocesi subisce una nuova suddivisione.
I terremoti del 1804 e del 1808 obbligano ad intraprendere parecchi lavori di ristrutturazione con migliorie per le strade e per gli edifici pubblici: la zona del Gerbido, fino ad allora incolta, viene dotata di un'ala nuova per il mercato (1838).
Un intervento di grandissima importanza (1881) è la costruzione della tranvia Pinerolo-Cavour-Saluzzo, a cui avrebbe dovuto seguire la Cavour-Villafranca, mai realizzata.

Si costruiscono i primi opifici per la lavorazione della seta, segherie, mulini; l'agricoltura si intensifica con prati irrigui, gelseti, allevamento di bestiame.
In questo secolo molti edifici e monumenti nuovi vengono ad arricchire la struttura architettonica del paese: il cimitero nuovo (1817), la fontana romana (1829), l'asilo infantile (1848), il campanile di S. Lorenzo (1862). 
Nascono anche i primi edifici industriali, episodi abbastanza isolati e comunque sempre collegati alle principali attività del paese che restano quelle agricole.
Notevoli migliorie vengono apportate alla Parrocchiale che verrà definitivamente consacrata a San Lorenzo (come quella antica) nel 1874.
Alla fine dell'Ottocento una grave recessione si abbatte sulle campagne: molti cavouresi prenderanno la via dell'emigrazione verso la Francia, gli Stati Uniti d'America e, soprattutto, l'Argentina.

### Il Novecento
All'inizio del Novecento la vita di Cavour si basa su due indirizzi economici complementari: l'agricoltura e l'attività commerciale-artigianale, che influenzeranno la trasformazione del centro urbano e del territorio circostante fino ai giorni nostri.
Giovanni Giolitti si stabilisce definitivamente nella sua casa di Via Plochiù e va ad accrescere il numero degli illustri che da secoli ormai hanno scelto Cavour come dimora preferita: i Benso, i Peyron, i Buffa di Perrero, i Lupi di Moirano, i Portis, i Bottiglia di Savoulx.

Quasi tutte le case del centro hanno il piano terra adattato a bottega e, nell'attività agricola, compare la meccanizzazione; il territorio circostante è gradatamente reso irriguo da una serie di canali derivanti dal Pellice ed attraverso la trivellazione di pozzi artesiani.
Cavour, centro commerciale, già noto nei dintorni per le sue numerose trattorie, citate anche dal De Amicis ne Alle Porte d'Italia, poco alla volta affianca timidamente la vocazione turistica alla gastronomia e la Rocca diventa Parco Naturale Regionale.
Le conseguenze della prima e della seconda guerra mondiale non impediranno un ulteriore sviluppo delle infrastrutture urbane e delle attività economiche.
Dagli anni sessanta agli anni novanta, nascono nuove piazze e collegamenti con le borgate, trasporti e acquedotti, ospizi, nuove strutture scolastiche, restauri all'Abbazia di S. Maria, ristrutturazioni di edifici, creazione di strutture polivalenti per lo sport e per lo spettacolo fino alla pavimentazione di tutto il centro storico.
Insediamento celto-ligure romanizzato nel I secolo a.C., Cavour conserva le testimonianze di tutto il suo grande patrimonio storico e la memoria di molti personaggi illustri che in diversi modi sono legati al suo sviluppo e al suo prestigio: fra tutti Giovanni Giolitti ed il conte Camillo Benso.

### Simboli
Lo stemma e il gonfalone attuali sono stati concessi con DPR del 19 settembre 1996.
Il gonfalone è un drappo di giallo alla bordatura di rosso.
In precedenza, a seguito dei consegnamenti del 1613 e 1686 il comune aveva adottato uno stemma palato d'argento e di nero.

## Monumenti e luoghi d'interesse

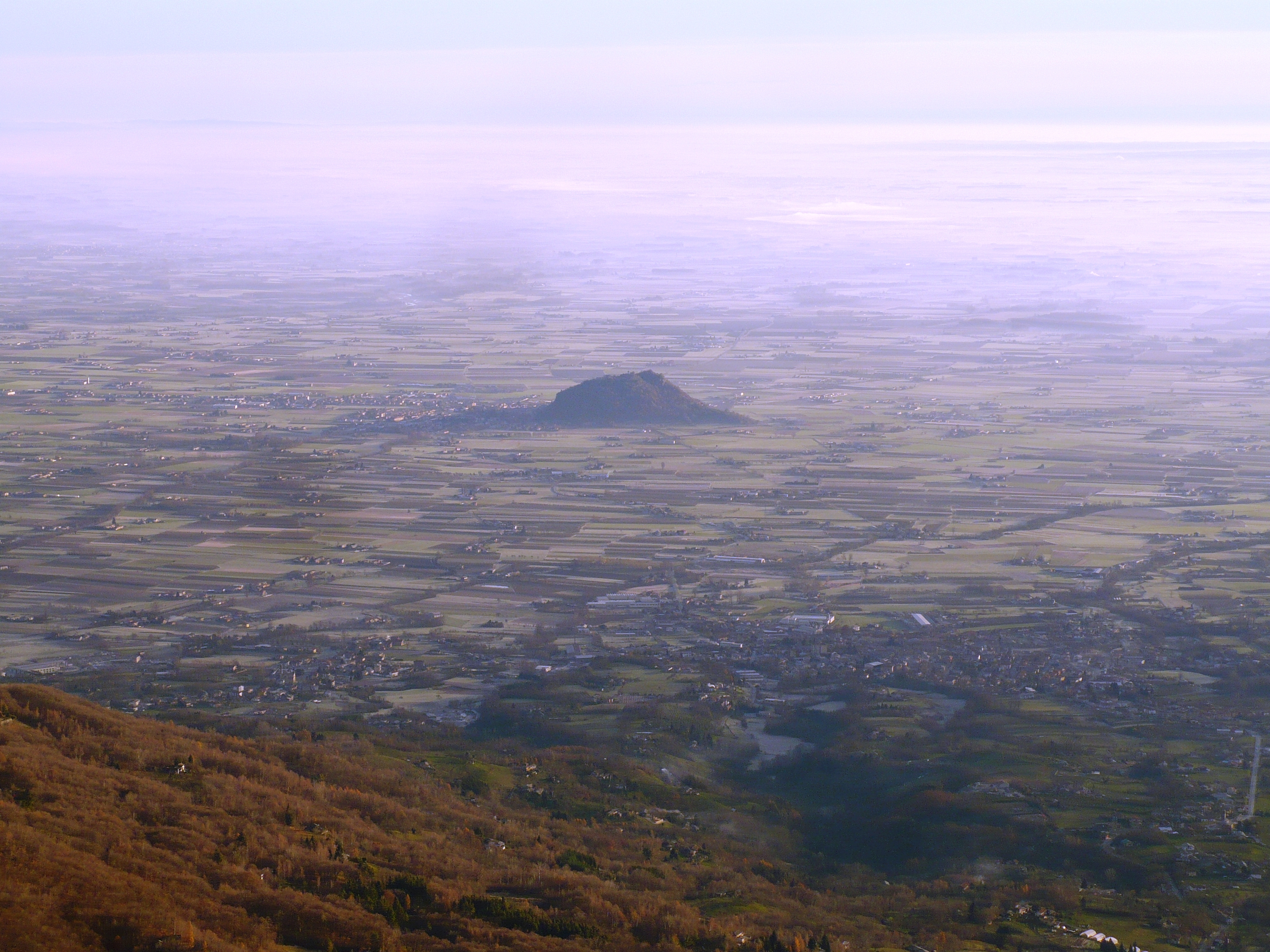
La Rocca che si erge isolata nella pianura. Vista dal Rucas

- La sua attrattiva fondamentale è la Rocca (462 m s.l.m.), singolare monadnock della pianura padana, su cui si trovano i resti delle fortificazioni distrutte dal generale francese Nicolas de Catinat nel 1690
- Fuori dal centro abitato si trova l'abbazia di Santa Maria (XI secolo), ricostruita sui resti del monastero benedettino fondato nel VIII secolo e distrutto dai Saraceni verso il X secolo. Nella cripta abbaziale si trova l'altare più antico del Piemonte: sorge nelle vicinanze di un antico tempio pagano, a prova di ciò i reperti romani ritrovati e i materiali di reimpiego di epoca romana utilizzati nella costruzione dell'abbazia
- Recentemente è stato localizzato nella frazione Cursaglie il luogo dove sorgeva il centro romano di Forum Vibii Caburrum
- Nel paese si trova anche il Pilone di S. Sebastiano, utilizzato dalla Casa Editrice Einaudi per la copertina del libro sul Piemonte nella collana "Storia d'Italia-Le Regioni"
- Chiesa Parrocchiale di San Lorenzo Martire, con alto campanile
- Due ville del XIX secolo proprietà di Giovanni Giolitti, in una delle quali morì il 17 luglio 1928
- Ai piedi della Rocca, si trova la cosiddetta Pera d'la Pansa, o Pansa d'la Roca, una particolare struttura rocciosa sulla quale è inciso un cerchio, racchiudendo al suo interno una grossa coppella. Tale monumento, di presunta tradizione megalitica, ricorda il ventre materno ed è il simbolo della fertilità.

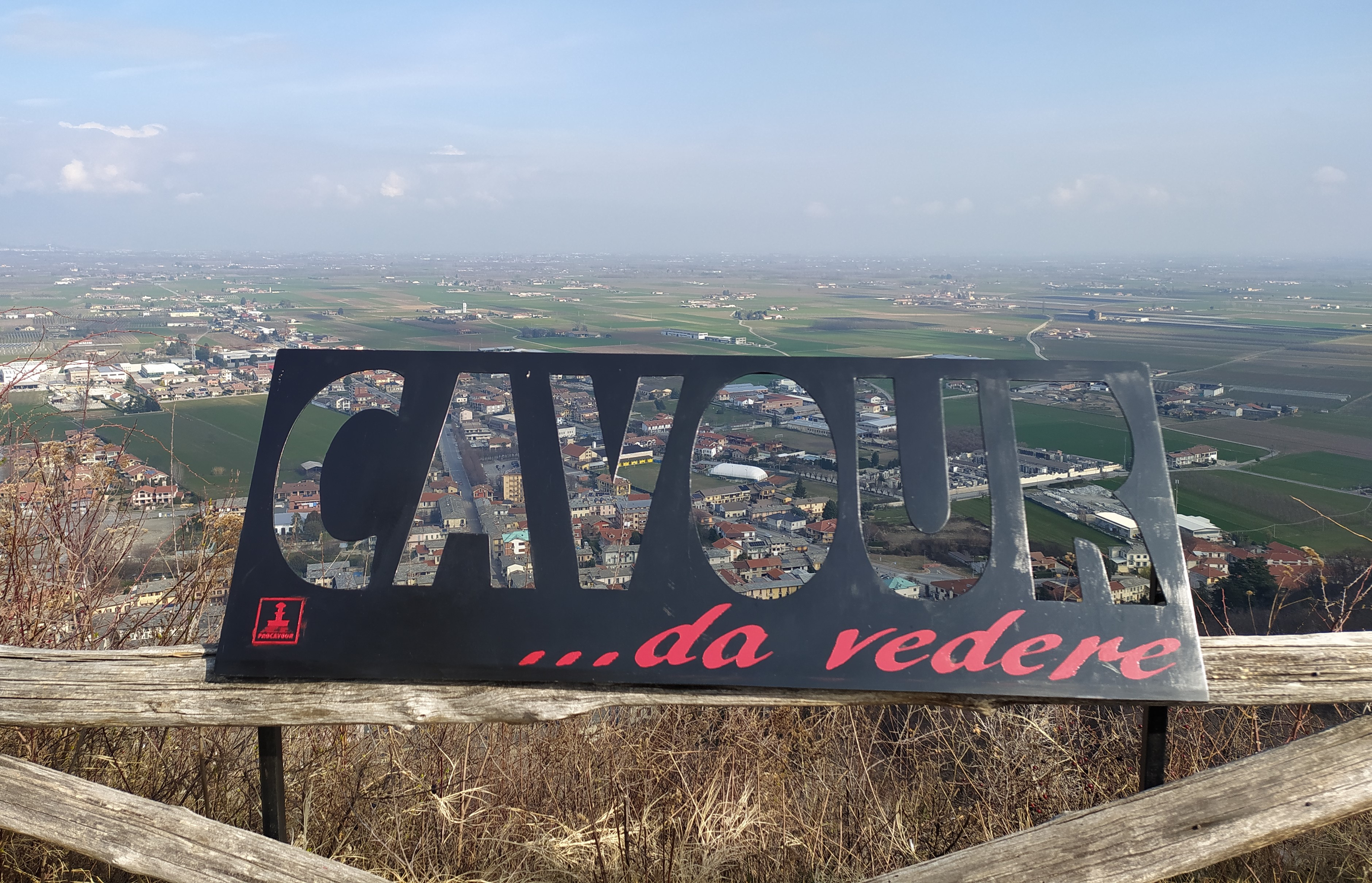
Cartello turistico sulla Rocca di Cavour
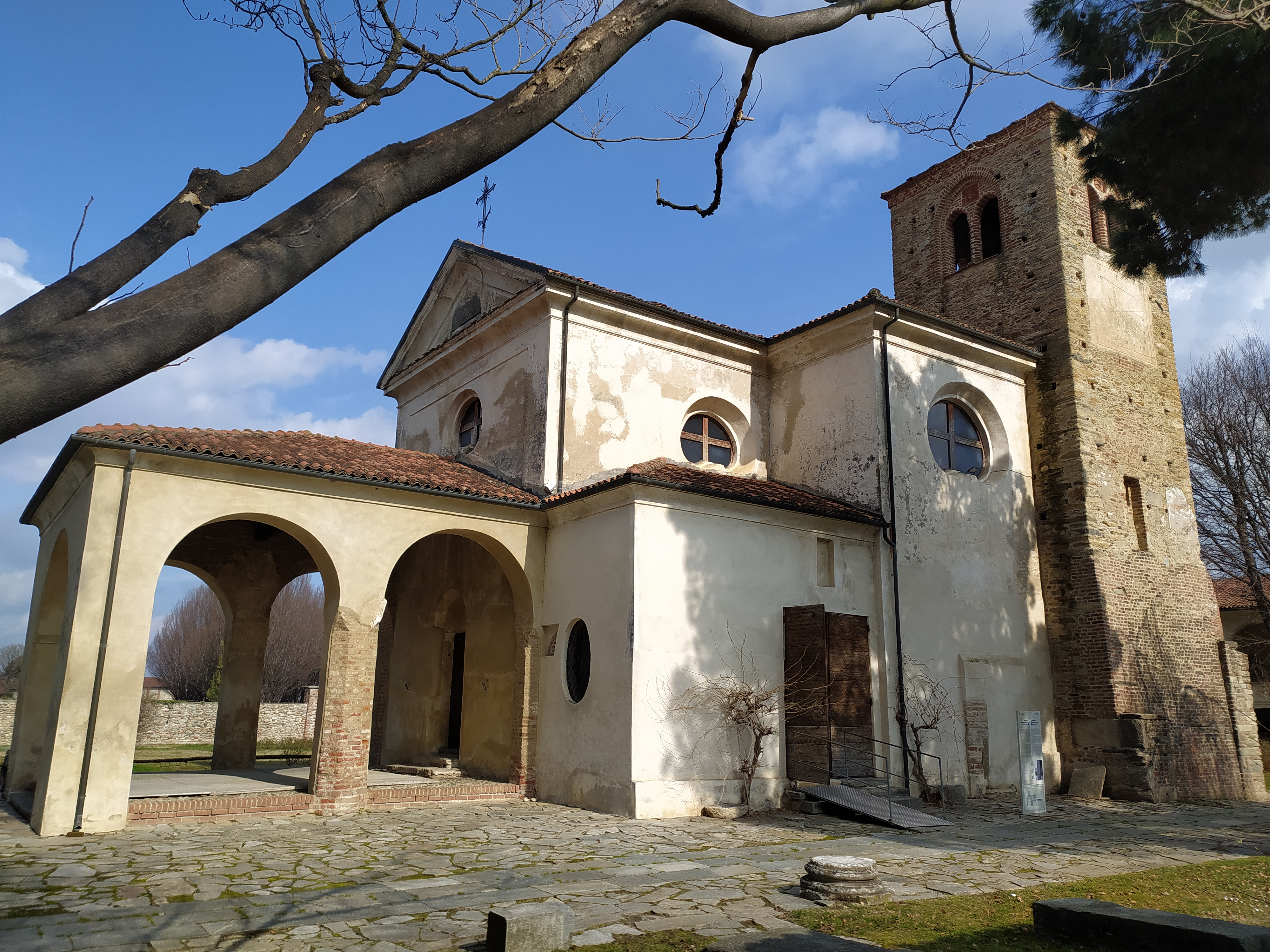
Veduta Abbazia S.Maria
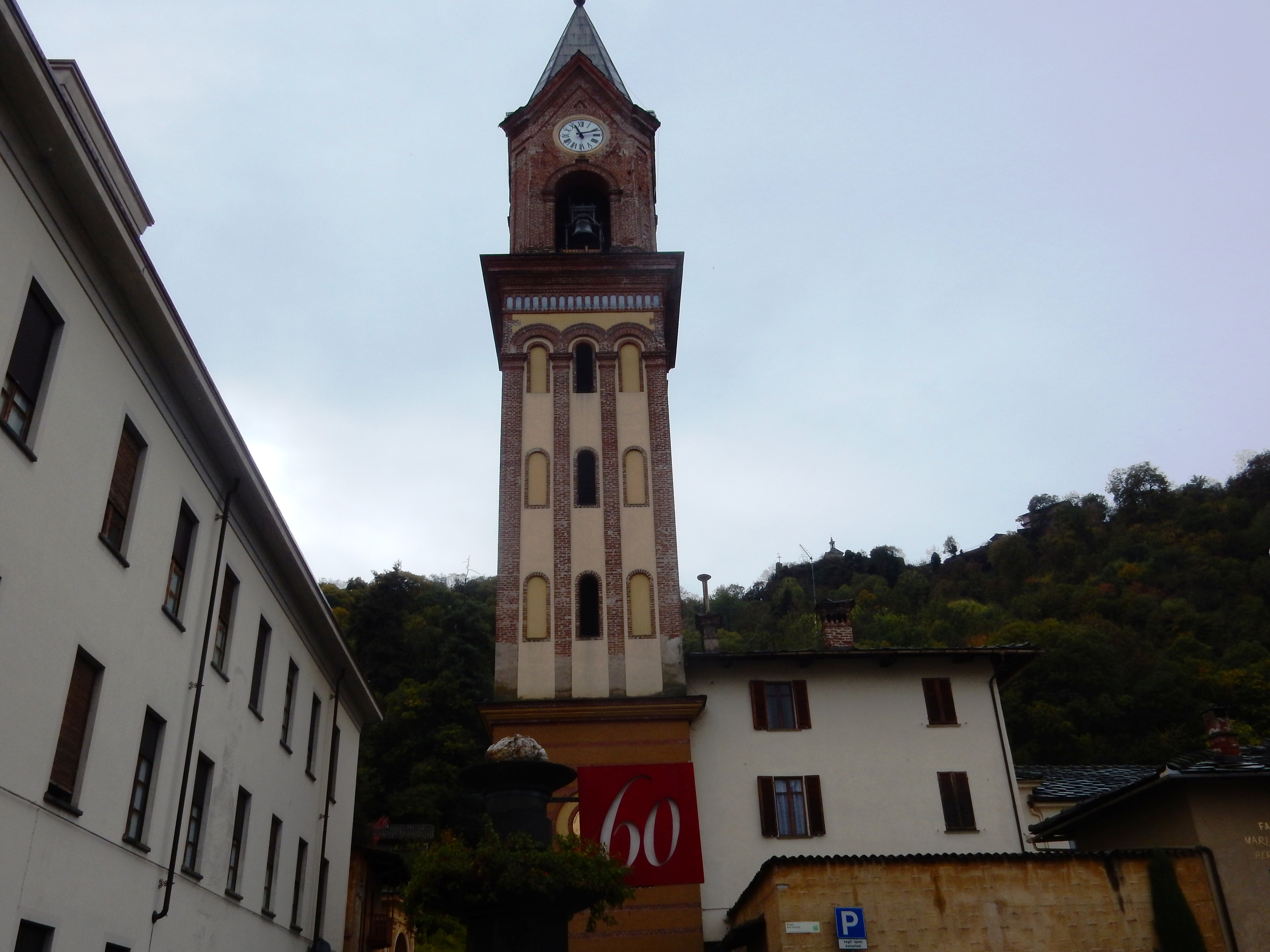
Chiesa San Lorenzo Martire con campanile
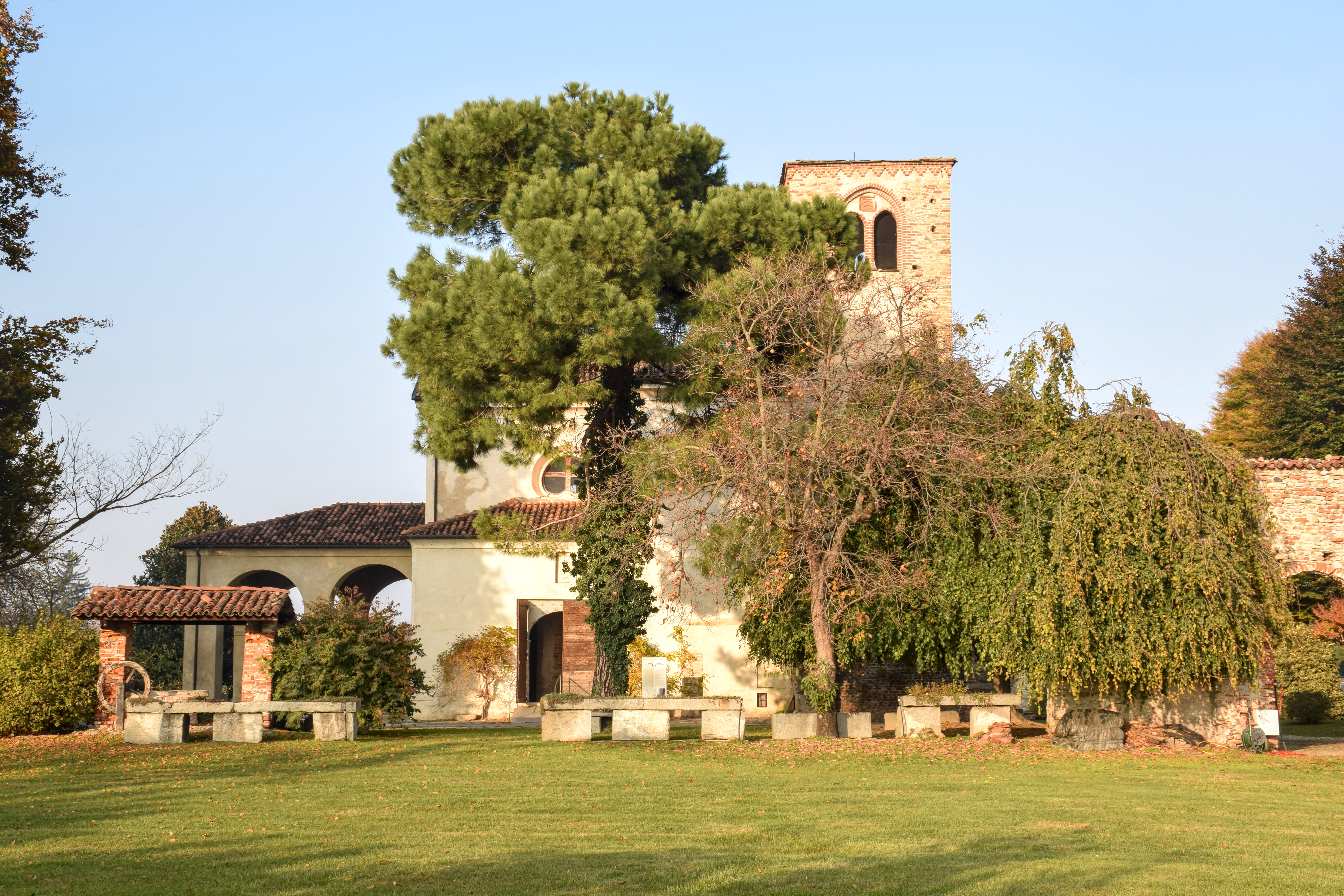
Abbazia di Santa Maria

## Società

### Evoluzione demografica
Abitanti censiti

### Etnie e minoranze straniere
Secondo i dati Istat al 31 dicembre 2017, i cittadini stranieri residenti a Cavour sono 390, così suddivisi per nazionalità, elencando per le presenze più significative:
1. Romania, 193
2. Cina, 88
3. Marocco, 43
4. Albania, 20

## Cultura

### Eventi
Ogni anno nel mese di novembre, a partire dal 1980, si svolge la grande manifestazione fieristica di Tuttomele dedicata alla produzione (locale e non) di quei frutti che rivestono grande importanza nell'economia agricola del cavourese. Tale evento enogastronomico ha ormai raggiunto fama internazionale ed ha reso il piccolo centro di Cavour noto in tutto il mondo.

## Amministrazione
Di seguito è presentata una tabella relativa alle amministrazioni che si sono succedute in questo comune.
| Periodo          | Periodo        | Primo cittadino     | Partito                            | Carica              | Note   |
| ---------------- | -------------- | ------------------- | ---------------------------------- | ------------------- | ------ |
| 3 luglio 1985    | 26 giugno 1990 | Giulio Brarda       | Democrazia Cristiana               | Sindaco             | [ 13 ] |
| 26 giugno 1990   | 8 ottobre 1992 | Giulio Brarda       | Democrazia Cristiana               | Sindaco             | [ 13 ] |
| 25 novembre 1992 | 24 aprile 1995 | Piergiorgio Bertone | Democrazia Cristiana               | Sindaco             | [ 13 ] |
| 24 aprile 1995   | 14 giugno 1999 | Piergiorgio Bertone | tendenti partito popolare italiano | Sindaco             | [ 13 ] |
| 14 giugno 1999   | 14 giugno 2004 | Piergiorgio Bertone | lista civica                       | Sindaco             | [ 13 ] |
| 14 giugno 2004   | 3 giugno 2008  | Silvio Fenoglio     | lista civica                       | Sindaco             | [ 13 ] |
| 4 giugno 2008    | 8 giugno 2009  | Claudio Ventrice    |                                    | Comm. straordinario | [ 13 ] |
| 8 giugno 2009    | 26 maggio 2014 | Piergiorgio Bertone | lista civica                       | Sindaco             | [ 13 ] |
| 26 maggio 2014   | 27 maggio 2019 | Piergiorgio Bertone | lista civica Alleanza per Cavour   | Sindaco             | [ 13 ] |
| 27 maggio 2019   | in carica      | Sergio Paschetta    | lista civica Cavour impegno comune | Sindaco             | [ 13 ] |